# 燧鯛
燧鯛（学名：Hoplostethus crassispinus），又名重胸棘鯛，为條鰭魚綱金眼鯛目燧鯛科胸棘鯛屬下的一个种。该物种分布于太平洋海域，栖息深度为280米至600米，体长可达25.4公分。